# Karaburun-halvøen (Albanien)
Karaburun-halvøen ( albansk: Gadishulli i Karaburunit ) er en halvø i Middelhavet beliggende i det sydlige og sydøstlige Europa, som næsten er omgivet af både Adriaterhavet mod nord og Det Joniske Hav mod syd. Det ligger i det sydvestlige Albanien langs den albanske joniske havkyst, mens Otranto-strædet adskiller det fra Italien. Mezokanal-strædet adskiller halvøen fra Sazan-øen, mens den i sydøst strækker Vlorë-bugten.

## Navnet
Navnet " Karaburun " stammer fra tyrkisk for "sort kappe". I antikken var dens navn "Akrokeraunian halvøen" (Ακροκεραύνιο ακρωτήριο), som stammer fra samme navn som Akrokeraunian-bjergene /Ceraunian-bjergene; dette skyldes, at geologisk, er Rrëza e Kanalit på halvøen fortsættelsen af de nævnte bjerge, som er det højeste og mest omfattende bjergkædesystem, der strækker sig parallelt med Det Ioniske Hav. Karaburun-halvøen kaldes undertiden Ceraunian-halvøen på grund af navnet på bjergkæden.

## Geologi og geografi
Bjergkæden er skabt under Mesozoicske æra af Kridt- og Palæogen perioderne, og bjergkammene danner en linje n ordvest-sydøst med en række tydelige toppe langs dens uregelmæssig struktur, med stejle og forskelligartede skråninger. De højeste toppe er Maja Çaderës, Maja e Flamurit, Maja e Koretës og Maja e Ilqes.
Den vestlige del består af en rå kyst der er oversået med sandede og stenede strande, havhuler, stejle klipper og flere bugter blandt dem Haxhi Ali-hulen, Cape of Gjuhëz, Skalomabugten, Arushë-bugten Dafinebugten og især Gramabugten, der var ankerplads i antikken På de høje og stejle klippeflader i bugten, der også fungerede som marmorbrud, er der hundreder af stenindskrifter der går tilbage til det 4. århundrede f.Kr.
Den udbredte Karst-topografi er ansvarlig for fraværet af drikkevand og dermed fraværet af befolkning på halvøen. På trods af den tørre overflade og de øverste jordlag er der flere vandkilder, der hælder dybt direkte i havet. Den geologiske udvikling har dannet fremspring på kysten som Kap Galloveci kappe og Kap Gjuhëzës, samt i alt 20 huler langs hele kysten.

## Klima
I følge Köppen-klimaklassifikationen har halvøen et middelhavsklima med varme somre og generelt varme til kølige, tørre vintre. Det ideelle klima og de kontrasterende landskaber ved havet har begunstiget udviklingen af en lang række habitater, der er hjemsted for et forskelligartet dyreliv. Faunaen er repræsenteret af flere sårbare og truede arter som uægte karette og suppeskildpadde, men også middelhavsmunkesæl, den sjældneste sælart i verden.

## Natur
Landmassen på halvøen er udpeget som naturreservat, mens strandlinjen og dens omgivende hav er en del af Karaburun-Sazan Marine Nationalpark. I 2014 etableredes ''Regina Blu-færgen'' der foretog ture mellem halvøen og øen Sazan, med stop langs de afsondrede strande.

## Galleri
- Skalomabugten
- Gramabugten
- Dafinë-hulen
- Arushëbugten
- Haxhi Ali-hulen
- Gramabugten